# Eisenbahnunfall von Šakvice

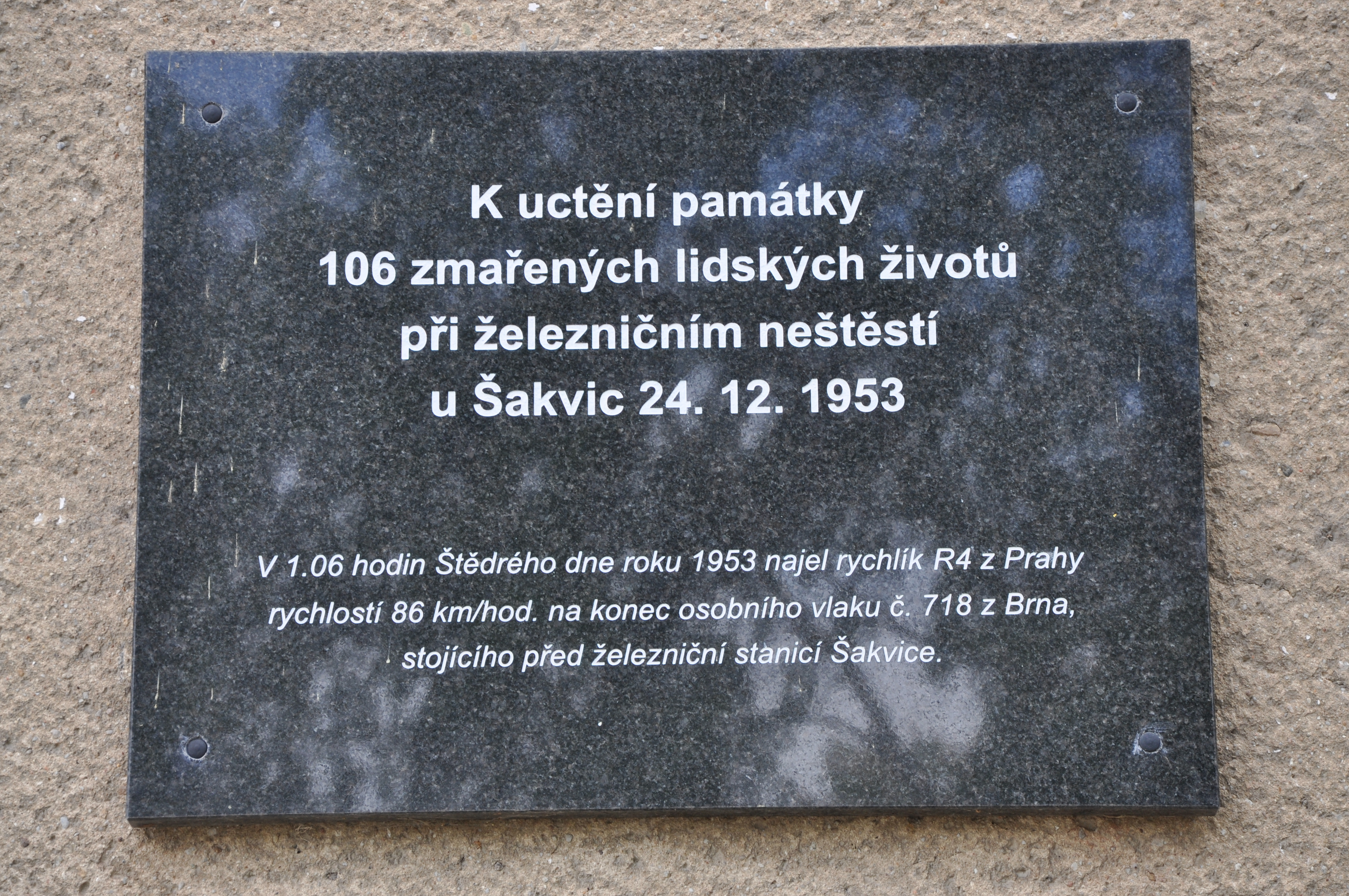
Gedenktafel am Bahnhof Šakvice (2015)

Der Eisenbahnunfall von Šakvice am 24. Dezember 1953 war ein Auffahrunfall am Bahnhof Šakvice in der damaligen  Tschechoslowakei (heute: Tschechische Republik), in den zwei Reisezüge verwickelt waren. 103 Menschen starben.

## Ausgangslage
Der Bahnhof Šakvice liegt an der Bahnstrecke Břeclav–Brno. Ein aus Brno kommender Personenzug war aufgrund des „Halt“ zeigenden Einfahrsignals zum Stehen gekommen. Er war nach hinten durch ein ebenfalls „Halt“ zeigendes Blocksignal gesichert. Dem Personenzug folgte der Schnellzug Prag–Bratislava.

## Unfallhergang
Das Personal der Dampflokomotive des Schnellzuges, sowohl Lokomotivführer als auch Heizer, waren betrunken. Sie übersahen das „Halt“ zeigende Blocksignal, fuhren in den gesicherten Abschnitt hinein und mit einer Geschwindigkeit von etwa 90 km/h auf den stehenden Personenzug auf.

## Folgen
103 Menschen starben, weitere 83 wurden verletzt.